# Jean Bouvier
Jean Adolphe Bouvier (Lione, 2 maggio 1920 – Villejuif, 8 dicembre 1987) è stato uno storico francese di ispirazione marxista, professore all'École pratique des hautes études, all'Università di Vincennes e alla Sorbona, che ha svolto ricerche sull'economia nel XIX e nella prima metà del XX secolo, in particolare sul sistema bancario.

## Biografia
Nato in una modesta famiglia di piccoli commercianti di Lione, Jean Bouvier poté accedere agli studi superiori grazie al sostegno del suo insegnante elementare. Poco dopo la laurea in Storia all'Università di Lione, nel 1943 entrò nella Resistenza antinazista e fece parte dello Stato maggiore di Lione del movimento armato clandestino.
Dopo la guerra, vinse un concorso per l'insegnamento della storia nelle scuole superiori e insegnò in licei di Lione e di Parigi. Attratto dalla ricerca storica, si interessò inizialmente ad argomenti relativi alla nascita e allo sviluppo delle ferrovie. Intraprese poi un dottorato di ricerca e, con la guida di Charles-Hippolyte Pouthas, studiò la nascita del Crédit Lyonnais e ebbe accesso per otto anni agli archivi della banca.  Nel 1953 fu distaccato presso il CNRS, per poter terminare la tesi di dottorato la quale venne discussa nel 1959. Fu poi reclutato da Fernand Braudel e dal 1960 al 1963 fu direttore della sesta sezione della École pratique des hautes études.
Nel 1963 divenne professore universitario. Insegnò dapprima nelle università di Brest e di Lilla. L'esperienza del movimento studentesco e il suo desiderio di avvicinarsi a Parigi lo spinsero a diventare nel 1968 uno dei fondatori del Centre universitaire de Vincennes (oggi Università Parigi VIII). Nel 1974 fondò, assieme a Maurice Lévy-Leboyer, la collana di storia economica DEA. Nel 1977, divenne professore dell'Università Paris 1 Panthéon-Sorbonne, succedendo a Pierre Vilar, e vi rimase fino al pensionamento, nel 1984.
Jean Bouvier curò anche numerose opere collettive ed ebbe la direzione di riviste, fra cui Le Mouvement Social (Il movimento sociale), la Revue économique (Rivista di economia), Vingtième siècle (Ventesimo secolo), la Revue internationale d'histoire de la banque. Nel 1978 entrò nel consiglio dell'Institut d'histoire du temps présent (Istituto di storia contemporanea) del CNRS e nel 1982 fu presidente della sezione di storia moderna e contemporanea del Conseil Supérieur Provisoire des Universités (Consiglio Superiore delle Università). Fece spesso anche opera di divulgazione in trasmissioni radiofoniche e televisive.
Jean Bouvier fu impegnato politicamente. Nel 1935 aderì alla "Jeunesses communistes" (Gioventù comunista) e prese parte al dibattito politico nel periodo del Front Popolare. Militante del Partito Comunista Francese (PCF), nel 1953, l'anno della morte di Stalin, pubblicò con Jean Gacon un libro intitolato La vérité sur 1939 in cui si sosteneva che l'Unione Sovietica non avesse mai sottoscritto il Patto Molotov-Ribbentrop. Più tardi riconobbe pubblicamente come errati interventi di questo tipo. Cominciò ad allontanarsi dal PCF in occasione della repressione della rivoluzione ungherese del 1956 e ruppe definitivamente col partito nel 1969, durante il Maggio francese. Alla fine della sua vita le sue posizioni politiche erano vicine a quelle dei socialisti riformisti.

## Opere
- Le Krach de l'Union Générale, 1960.
- (con Henry Germain-Martin), Finance et financiers de l'ancien régime, PUF, 1964
- (con François Furet et Marcel Gillet), Le Mouvement du profit en France au XIX siècle, Paris: Éditions de l'EHESS, 1965, ISBN 2713201543
- Les Rothschild, Club français du livre, 1967, ISBN 2870271123
- Naissance d'une banque : le Crédit lyonnais, Flammarion, 1968
- Les deux scandales de Panama, Gallimard, 1973, ISBN 2070288676
- (con Jacques Wolff), Deux siècles de fiscalité française, Mouton, 1973
- Initiation au vocabulaire et aux mécanismes économiques contemporains, XIX et XX siècles, CDU SEDES, 1982, ISBN 2718121378
- (con Jean-Claude Perrot), États, fisc, économie, Actes du V congrès de l'Association française des historiens économistes, Sorbonne, 1985
- (con François Bloch-Lainé), La France restaurée, 1944-1954 Fayard, 1986, ISBN 2213018030
- (con René Girault e Jacques Thobie), L'Impérialisme à la française : 1914-1960 La Découverte, 1986, ISBN
- L'Historien sur son métier : Études économiques XIX et XX siècles, EAC, 1989, ISBN 2881241948
- Le Crédit lyonnais de 1863 à 1882 : les années de formation d'une banque de dépôt, Éditions de l'EHESS, 1999, ISBN 2-7132-1278-2
- Analyse d'ouvrages in Annales E.S.C. e Revue Historique.